# Comuna de Byczyna
Byczyna (polaco: Gmina Byczyna) é uma gminy (comuna) na Polónia, na voivodia de Opole e no condado de Kluczborski. A sede do condado é a cidade de Byczyna.
De acordo com os censos de 2004, a comuna tem 9926 habitantes, com uma densidade 54,3 hab/km².

## Área
Estende-se por uma área de 182,89 km², incluindo:
- área agricola: 79%
- área florestal: 12%

## Demografia
Dados de 30 de Junho 2004:
|                      | Total   | Total | Mulheres | Mulheres | Homens  | Homens |
| -------------------- | ------- | ----- | -------- | -------- | ------- | ------ |
|                      | pessoas | %     | pessoas  | %        | pessoas | %      |
| População            | 9926    | 100   | 5013     | 50,5     | 4913    | 49,5   |
| Densidade (pop./km²) | 54,3    | 100   | 27,4     | 27,4     | 26,9    | 26,9   |

De acordo com dados de 2002, o rendimento médio per capita ascendia a 1305,48 zł.

## Comunas vizinhas
- Bolesławiec, Gorzów Śląski, Kluczbork, Łęka Opatowska, Łubnice, Trzcinica, Wołczyn